# Czech On Line
La Czech On Line è una azienda ceca di servizi informatici. È stata uno dei primi Internet Service Provider della Repubblica Ceca, nota per aver lanciato nel paese l'offerta commerciale per la connessione a internet su vasta gamma.

## Storia
Omologo ceco di Video On Line (primo Internet Service Provider in Italia) venne fondata nel 1995 a Praga da Renato Soru che ne fu l'amministratore delegato, e da un gruppo misto di imprenditori e tecnici in parte italiani e in parte cechi che avevano la loro sede nel Burzovni palàc, al 14 di Rybna ulice. L'azienda, in un periodo nel quale nella capitale boema la connessione a internet era riservata a un solo terminale all'università, lanciò la sua offerta sul mercato con solo otto linee telefoniche e rispettivi otto modem al prezzo di 495 corone ceche al mese. Forniva nel pacchetto anche il browser, il software per la connessione (che correva a 64k/bps), uno spazio web aziendale e cinque caselle email. Una delle prime istituzioni che utilizzarono il dispositivo fu la Borsa che si trova ancor oggi allo stesso indirizzo e che iniziò così a pubblicare on-line le informazioni sul mercato finanziario in tempo reale.